# Araneus frosti
Araneus frosti este o specie de păianjeni din genul Araneus, familia Araneidae. A fost descrisă pentru prima dată de Hogg, 1896. Conform Catalogue of Life specia Araneus frosti nu are subspecii cunoscute.